# Jehuda Bacon
Jehuda Bacon hebrejsky: יהודה בקון, Jehuda Bakon (* 28. července 1929 Ostrava) je izraelský malíř, grafik, profesor na výtvarné akademii a přeživší vyhlazovacího tábora Auschwitz-Birkenau.

## Biografie
Narodil se v Ostravě a pochází z ortodoxní židovské rodiny. Na podzim roku 1942 byl deportován se svými rodiči a sestrou do koncentračního tábora Terezín, kde během své internace mimo jiné účinkoval například v dětské opeře Brundibár. V prosinci 1943 byli deportováni do vyhlazovacího tábora Auschwitz-Birkenau v polské Osvětimi, kde je však nečekal běžný osud v plynových komorách, ale byli přesunuti do tzv. Terezínského rodinného tábora, který byl vybudován jako ukázkový pro inspekci Mezinárodního výboru Červeného kříže. Jehuda Bacon se stal jedním z „Birkenau Boys“, dětí, které pracovaly v okolí krematoria a plynových komor. V červnu 1944 byl rodinný tábor zrušen, v plynových komorách byl zavražděn jeho otec. Ve stejné době jeho matka se sestrou Hanou byly deportovány do koncentračního tábora Stutthof, kde zemřely pár týdnů před osvobozením. V lednu 1945 byl Jehuda Bacon poslán na pochod smrti, který ho zavedl až do pobočného tábora Gunskirchen koncentračního tábora Mauthausen-Gusen v Rakousku. V květnu 1945 byl s ostatními vězni osvobozen americkou armádou.
Po příjezdu do Československa byl ubytován na zámku Štiřín (Akce zámky), kde z iniciativy humanisty Přemysla Pittera vznikla ozdravovna pro navrátivší se děti z koncentračních táborů. Díky Pittrovi našel novou sílu do života. Rozhodl se svůj život zasvětit umění, malovat začal již v Terezíně. Vychovatelé na Štiříně rozpoznali jeho talent a vzali ho k profesorovi pražské Akademie výtvarných umění, malíři Willy Nowakovi, který pak Bacona privátně vyučoval.

### Život vIzraeli

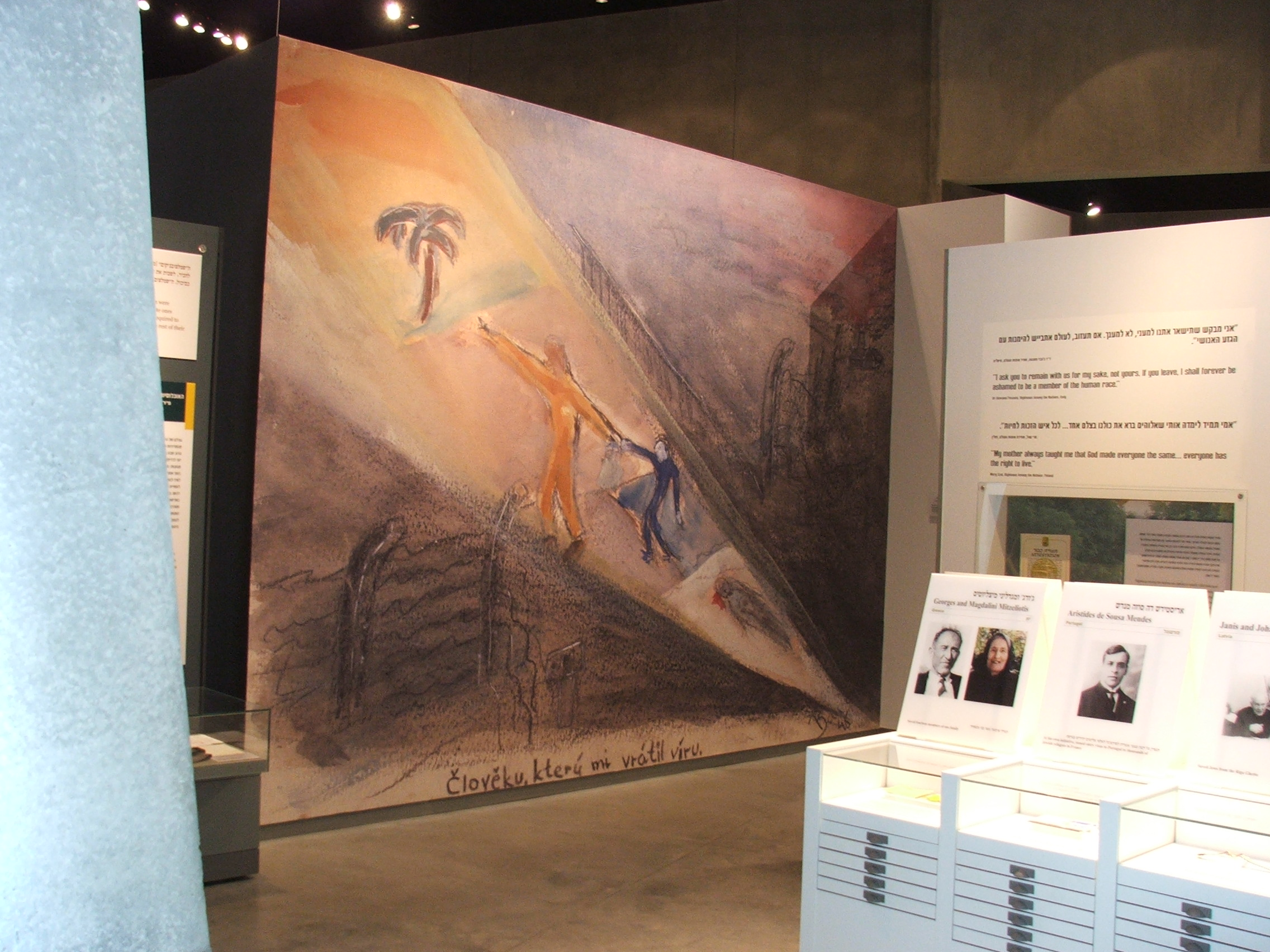
Reprodukce kresby „Člověku, který mi vrátil víru“ v památníku Jad vašem v Jeruzalémě

Na jaře roku 1946 za pomoci organizace Alija mládeže odjel do britské mandátní Palestiny. V Jeruzalémě začal studovat na prestižní Becalelově akademii umění a designu, kde byl v roce 1959 jmenován profesorem grafiky a kresby. Jeho kresby a skici, které nakreslil krátce po válce, ukazují i detaily toho co viděl v Osvětimi. V roce 1961 byl jedním ze svědků při procesu s Adolfem Eichmannem v Jeruzalémě, i v následných procesech ve Frankfurtu. Jeho dílo též sloužilo ve sporu s popíračem holocaustu historikem Davidem Irvingem.
Jeho dílo je zastoupeno v mnohých sbírkách po celém světě například v památníku Jad vašem a Izraelském museu v Jeruzalémě, Kongresové knihovně ve Washingtonu D.C. či Britském muzeu v Londýně. Jeho díla se nacházejí v domech Theodora Roosevelta, Johna D. Rockefellera, Martina Bubera či Chajima Weizmanna, vystavoval v Německu, USA, Spojeném království i Česku. Spolu se svojí ženou Leou žije v Jeruzalémě.

## Dílo

### Sbírky
- Jad vašem, Jeruzalém
- Lochamej ha-Geta'ot, Izrael
- Victoria and Albert Museum, Londýn
- Britské muzeum, Londýn
- Imperial War Museum, Londýn
- Magnes Museum, Berkeley
- Museum am Dom, Würzburg

### Samostatné výstavy (výběr)
- Nora Gallery, Jeruzalém(1954)
- Whippmann Gallery, Johannesburg (1955)
- Princeton University, Princeton (1973)
- Lutheran Education Center, Mnichov (1978)
- Portland City Hall, Portland, Oregon (1988)
- SOCA Gallery, Auckland (1995)
- Studio Visuri Osmo, Helsinki (1999)
- Spectrum Gallery, Frankfurt (2004)
- Museum am Dom, Würzburg (2008)
- České centrum, Praha (2011)

## Ocenění
- Medaile Za zásluhy 1. stupeň (2022)